# Via ferrata De Luca-Innerkofler
La via ferrata De Luca-Innerkofler (in tedesco Klettersteig Paternkofel o De Luca-Innerkofler-Steig) è una via attrezzata per raggiungere la cima del monte Paterno 2 746 m s.l.m., nelle Dolomiti del parco naturale Tre Cime.

## Principali caratteristiche

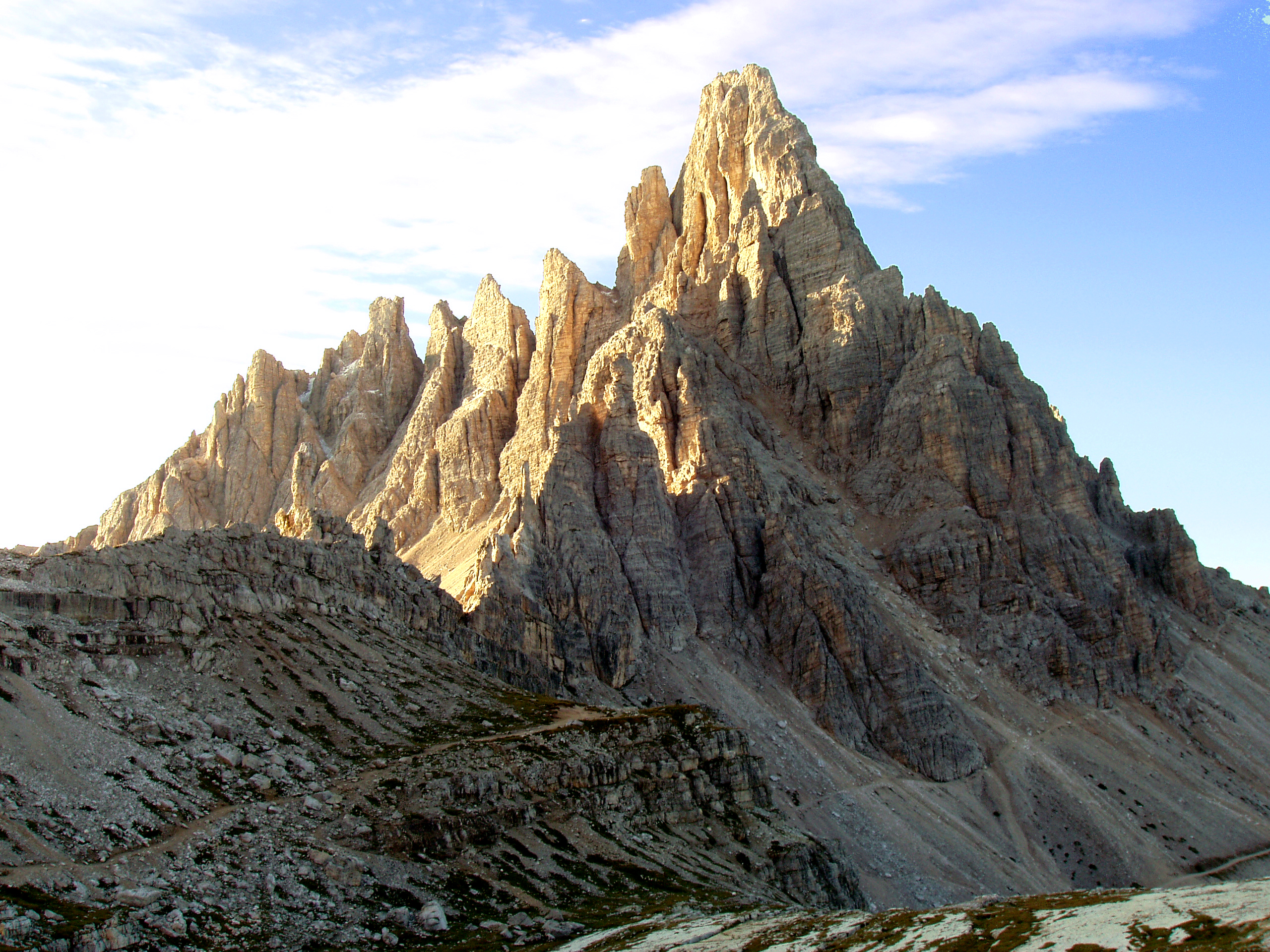
Il monte Paterno

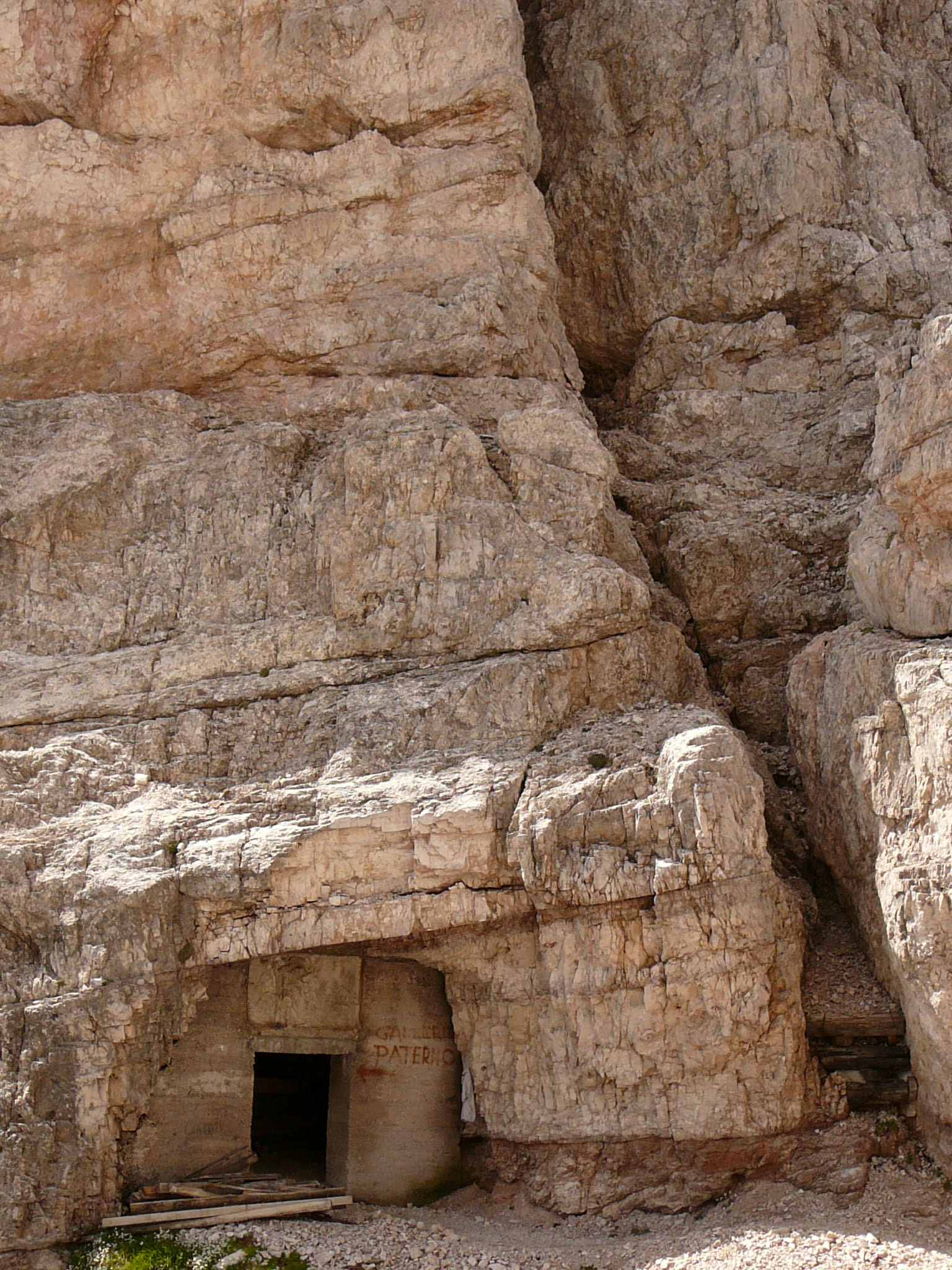
L'ingresso alla Galleria Paterno

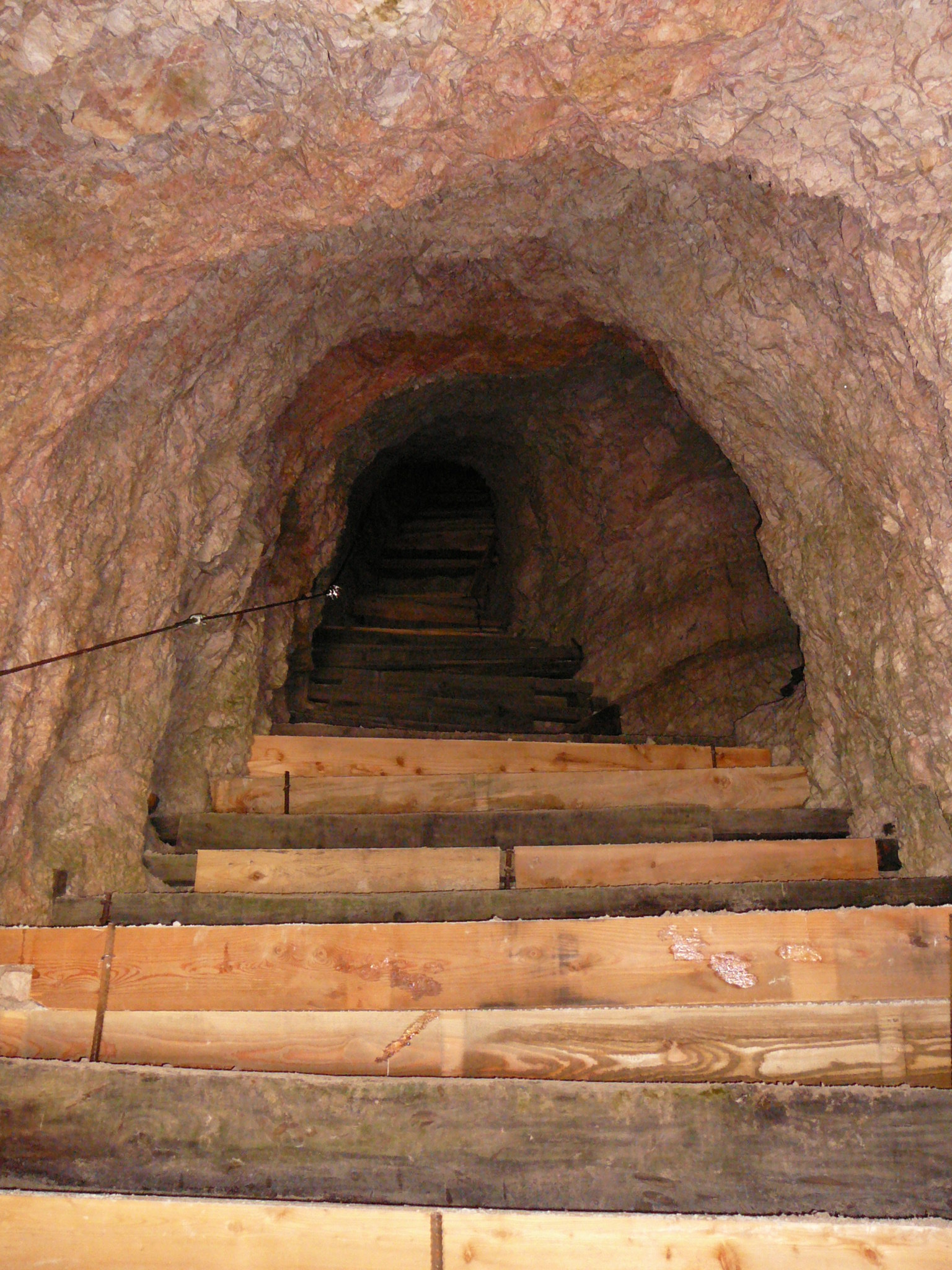
Le scalinate irte della Galleria Paterno

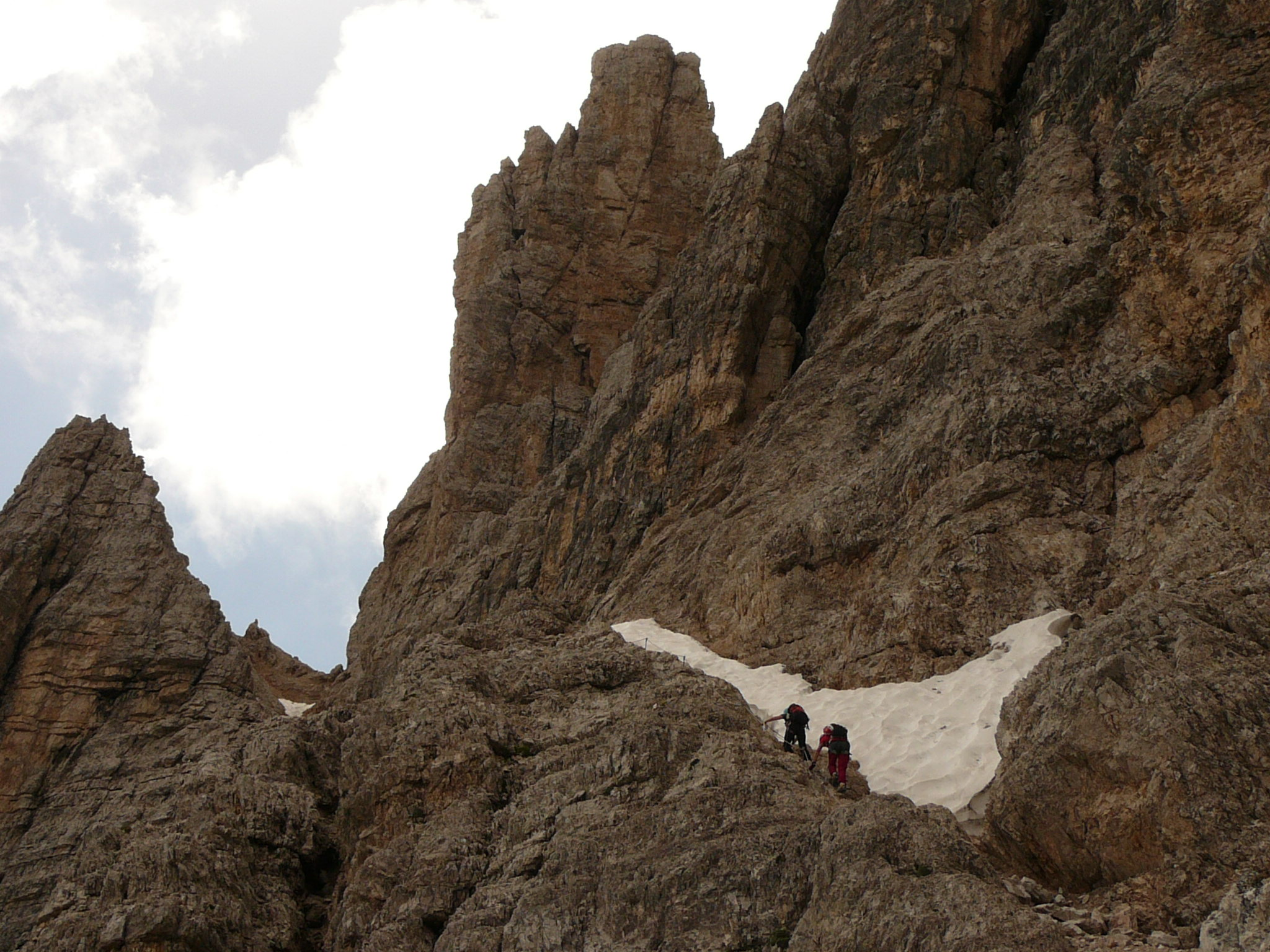
Il primo pezzo della via ferrata, prima della forcella dei Camosci

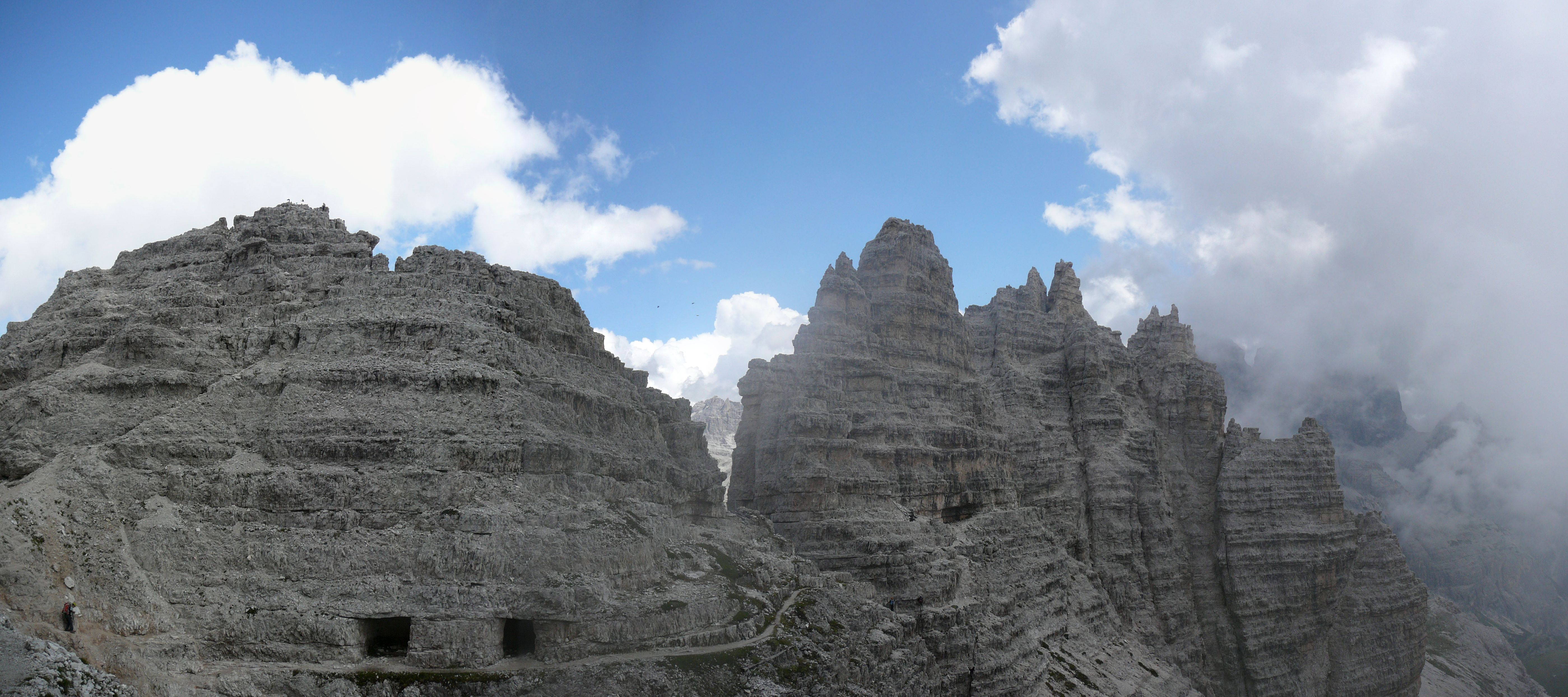
Inizio del sentiero delle forcelle

- Difficoltà: è una via ferrata di media difficoltà
- Punto di partenza: Rifugio Auronzo (2.320 m), alternativamente già dal rifugio Locatelli
- Punto di arrivo: Rifugio Auronzo (2.320 m)
- Principali passaggi: Rifugio Auronzo (2.320 m) - Rifugio Lavaredo (2.343 m) - Forcella Lavaredo (2.454 m) - Rifugio Locatelli (2.405 m) - Salsiccia - Galleria del Paterno - Forcella del Camoscio (2.650 m) - Cima Monte Paterno (2.744 m) - Forcella del Camoscio (2.650 m) - Giogo Büllelejoch (2.526 m) - Lago di Cengia (2.323 m) - Rifugio Lavaredo (2.343 m) - Rifugio Auronzo (2.320 m)
- Dislivello: 600 m
- Durata: 	circa 6 ore
- Periodo: da giugno a ottobre, tenendo in considerazione il livello d'innevamento
- Frequentazione: alta

## Descrizione
La via ferrata può essere intrapresa dal rifugio Auronzo (2.320 m), dove ci si può arrivare in autobus di linea o in macchina su strada a pagamento (30 €). Dal rifugio, posto proprio sotto le Tre Cime di Lavaredo (lato sud) si segue il sentiero 101, che porta alla Forcella Lavaredo o Paternsattel (2.454 m), passando per il rifugio Lavaredo (2.343 m). Dalla forcella esistono due vie per raggiungere il rifugio Locatelli (2.405 m): una prima prosegue sempre su una larga mulattiera, una seconda prosegue su stretto sentiero, che rimanendo sempre in quota, taglia il canalone che scende dalla Croda Passaporto (Passportenkopf). (In realtà dalla forcella Lavaredo, parte anche una terza via che passando per vecchi sentieri militari che attraversano la Croda Passaporto, arriva alla base della forcella dei Camosci). Dalla forcella Lavaredo, si giunge quindi al rifugio Locatelli, impiegando 1 ora e mezza circa dalla partenza.
Dal rifugio si prende per il "sentiero De Luca-Innerkofler", che passa accanto alla rinomata "Salsiccia" o Frankfurter, un curioso monolite e incontra le prime gallerie (con alcune feritoie), fino ad arrivare alla "Galleria Paterno" (Paternstollen), dove è assolutamente necessario avere una torcia per procedere. La galleria Paterno è una galleria che supera un certo dislivello, con l'aiuto di numerosi irti scalini. Usciti dalla galleria (40 minuti dal rifugio Locatelli) si trova subito l'attacco alla via ferrata vera e propria.
Dall'attacco si risale senza trovare troppe difficoltà un canalone obliquo (prestare attenzione, poiché a volte si trovano ancora tracce di neve), che senza troppi sforzi ci porta alla forcella dei Camosci, dove si gode un primo suggestivo particolare sulla torre di Toblin. Poco al di sotto della forcella, si trovano gli incroci di 4 percorsi. Il primo è quello da dove si viene noi, il secondo in senso orario è quello che prosegue in quota verso il rifugio Pian di Cengia attraverso il "sentiero attrezzato delle forcelle", il terzo invece è quello che proviene dalla forcella Lavaredo, mentre il quarto è quello che raggiunge la cima del monte Paterno (2.744 m). Si prende quindi l'ultimo, ovvero il primo sentiero sulla destra, che subito risale una piccola paretina, leggermente esposta, ma sempre ricca d'appigli. In breve si arriva ad un altipiano, dove, superato un ultimo gradino, si arriva in breve e senza ulteriori difficoltà alla vetta.
Dalla vetta, dopo aver pienamente goduto del panorama sulle Tre Cime di Lavaredo, bisogna ridiscendere per la stessa via, sino alla precedente forcella dei Camosci. Da qui si continua il percorso seguendo per il "sentiero attrezzato delle Forcelle", che come il nome preannuncia porta attraverso una serie di sali e scendi, a volte attrezzati, alla forcella dei Laghi. Procedendo si trova un sentiero che riporta al rifugio Locatelli (il 101) passando a nord del Paterno. Per tornare invece al rifugio Auronzo, continuare per un pezzo in direzione del rifugio Pian di Cengia, scorgendo in breve sotto di noi una vistosa stradina, è il sentiero 104 che porta al rifugio di partenza. Lo si raggiunge in breve scendendo lungo una flebile traccia che scende un facile ghiaione.

## Strutture ricettive
- Rifugio Antonio Locatelli (Dreizinnenhütte in tedesco)
- Rifugio Auronzo
- Rifugio Pian di Cengia (Büllelejochhutte in tedesco)